# Akute normovoläme Hämodilution
Bei der akuten normovolämen Hämodilution (engl.: acute normovolaemic haemodilution) handelt es sich um eine Methode, die ursprünglich nur für den Einsatz bei Zeugen Jehovas gedacht war, die Transfusionen mit Fremdblut ablehnen, um bei geplanten größeren Operationen nicht auf Fremdblut zurückgreifen zu müssen.
Dabei wird dem Patienten unmittelbar vor der Operation (eigenes) Vollblut entnommen, um dieses durch eine kolloidale Infusionslösung zu ersetzen und den Hämatokrit damit auf einen tolerablen Zielwert zu senken. Während der Operation wird dieser dann durch Reinfusion des vorher gewonnenen Eigenbluts stabil gehalten.